# Eugenio Giraldoni
Eugenio Giraldoni (Marsiglia, 20 maggio 1871 – Helsinki, 23 giugno 1924) è stato un baritono italiano che ebbe una sostanziale carriera internazionale.
Nel 1900, creò il ruolo del barone Scarpia nella Tosca di Giacomo Puccini. 

## Biografia

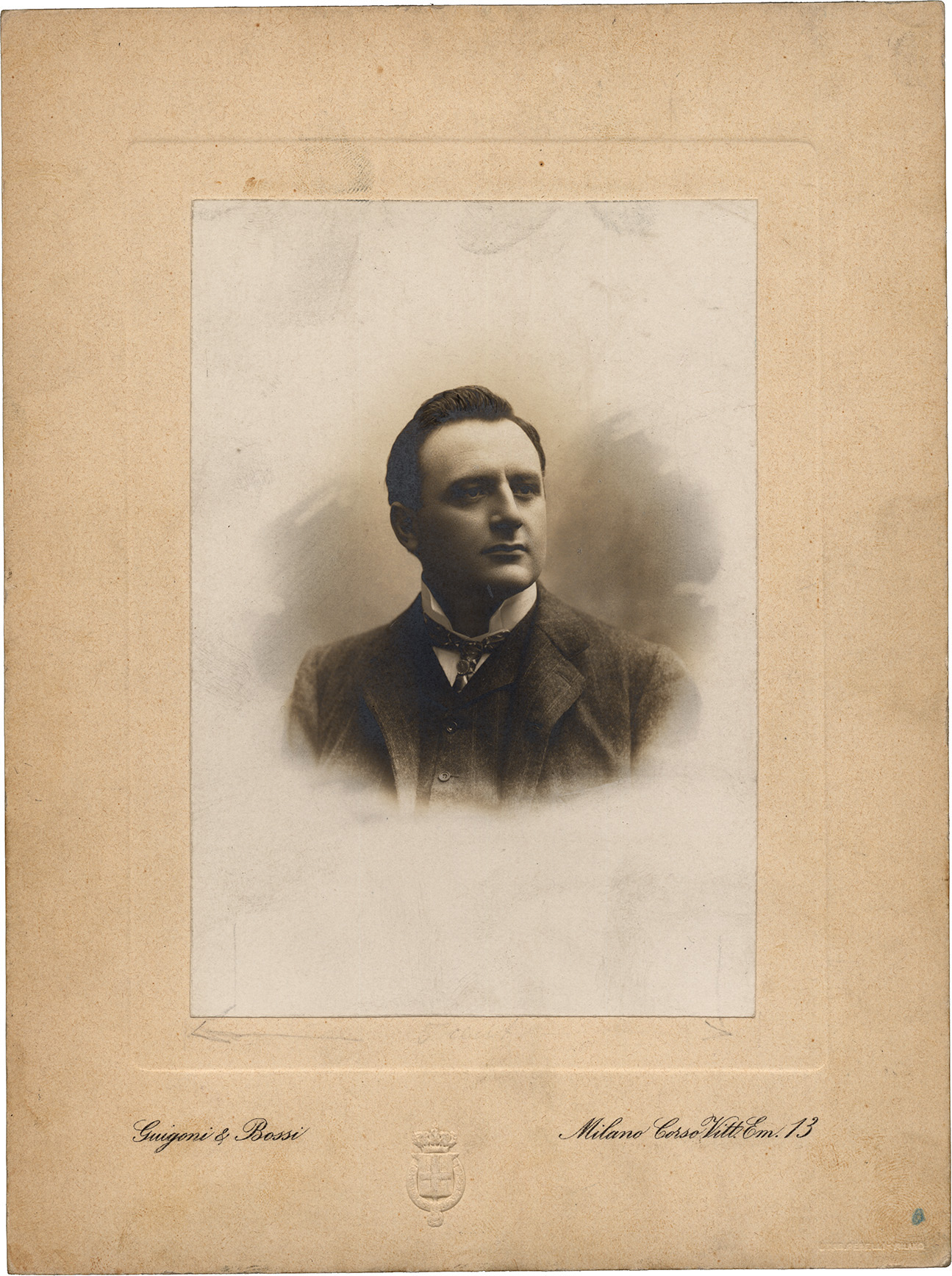
Ritratto di Eugenio Giraldoni, baritono (1871-1924). Foto di Guigoni & Bossi, Milano, prima del 1924. Archivio Storico Ricordi

Era il figlio di un altro importante baritono, Leone Giraldoni, e del soprano e violinista Carolina Ferni. Sua madre gli diede lezioni di canto ed egli fece il suo debutto a Barcellona, nel ruolo di Escamillo in Carmen, nel 1891. 
Giraldoni consolidò la sua carriera presentandosi in varie teatri lirici in Italia e, nel 1898, con una tournée in Sud America. Poi, nel 1900, si guadagnò un posto nella storia dell'opera quando creò il ruolo del barone Scarpia in Tosca, al Teatro Costanzi di Roma. Cantò anche nella prima esecuzione de La figlia di Jorio di Alberto Franchetti nel principale teatro lirico italiano, La Scala  di Milano, nel 1906. 
Cantò in Russia e Polonia dal 1901 al 1907 e al Metropolitan Opera di New York durante la stagione 1904–05. Nel 1913, apparve all'Opéra-Comique di Parigi, nei ruoli di Scarpia e Sharpless. 
Giraldoni aveva una voce scura e risonante (anche se poco chiara) e una forte presenza scenica, secondo le descrizioni contemporanee delle sue esibizioni. Oltre a Scarpia, i suoi ruoli importanti comprendevano: Don Carlo, Amonasro, Telramund, Amleto, Méphisto e Onegin. Ma come il suo diretto rivale, il baritono siciliano Mario Sammarco, lo stile di canto veemente di Giraldoni era più adatto alle opere di compositori del verismo come Pagliacci di  Ruggero Leoncavallo, Andrea Chénier di Umberto Giordano,  Germania e Cristoforo Colombo di Alberto Franchetti. 
Dopo la prima guerra mondiale, Giraldoni cantò nel circuito dei teatri provinciali italiani. Si ritirò dal palcoscenico a Trieste nel 1921 e morì tre anni dopo in Finlandia, dove era andato ad insegnare. La sua ultima apparizione operistica era stata nel ruolo del Padre in Louise. 
Giraldoni realizzò diverse registrazioni prima della prima guerra mondiale, alcune delle quali sono state ristampate su CD.